# رصدخانه پیچیدگی اقتصادی

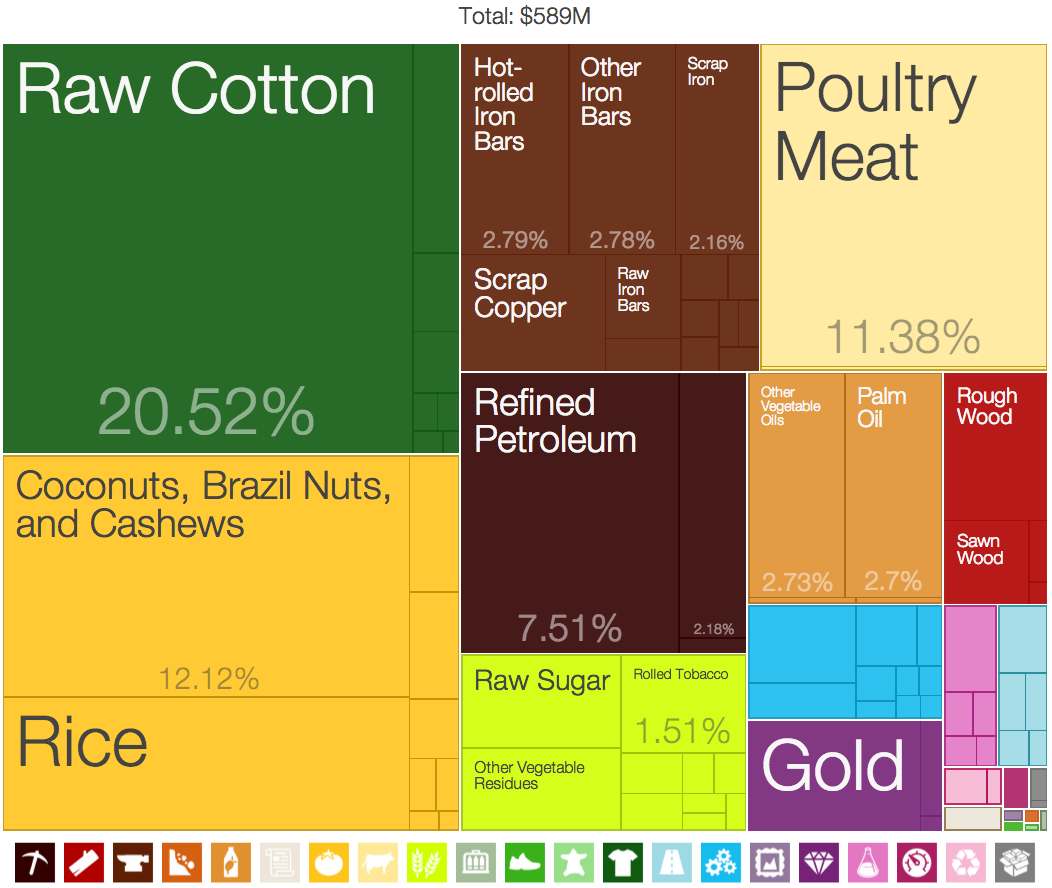
نمونه مصورسازی رصدخانه؛ نمودار صادرات کشور بنین بر اساس دسته‌بندی محصولات، ۲۰۰۹

رصدخانه پیچیدگی اقتصادی یک سایت مصورسازی داده برای داده‌های تجارت بین‌المللی است که توسط گروه ماکرو کانِکشِنز در آزمایشگاه رسانه MIT ایجاد شده‌است. هدف این رصدخانه توزیع داده‌های تجارت بین‌المللی به‌صورت بصری است. اکنون این رصدخانه بیش از ۲۰ میلیون مصور تعاملی ارائه می‌دهد و صدها کشور را به مقاصد صادراتی خود و محصولاتی که تجارت می‌کنند متصل می‌کند. 